# مانويل نونيز بيريز
مانويل نونيز بيريز هو سياسي إسباني، ولد في 28 أكتوبر 1933 في Benavides, León ‏ في إسبانيا. نشط حزبياً في اتحاد الوسط الديمقراطي والحزب الشعبي.

## مناصب
- انتخب Minister of Health, Social Services and Equality ‏ (2 ديسمبر 1981 – 2 ديسمبر 1982).
- انتخب President of the Court of Auditors  [لغات أخرى]‏.
- في الانتخابات العامة الإسبانية 1977 [الإنجليزية]‏، انتخب عضو مجلس النواب الإسباني  [لغات أخرى]‏ عن دائرة León (Congress of Deputies constituency) [الإنجليزية]‏ خلال فترته النيابية  [لغات أخرى]‏ (30 يونيو 1977 – 2 يناير 1979).
- في الانتخابات العمومية الإسبانية 2000 [الإنجليزية]‏، انتخب عضو مجلس النواب الإسباني  [لغات أخرى]‏ عن دائرة León (Congress of Deputies constituency) [الإنجليزية]‏ خلال فترته النيابية  [لغات أخرى]‏ (28 مارس 2000 – 12 نوفمبر 2001).
- في الانتخابات العمومية الإسبانية 1996 [الإنجليزية]‏، انتخب عضو مجلس النواب الإسباني  [لغات أخرى]‏ عن دائرة León (Congress of Deputies constituency) [الإنجليزية]‏ خلال فترته النيابية  [لغات أخرى]‏ (12 مارس 1996 – 5 أبريل 2000).
- في الانتخابات العمومية الإسبانية 1993 [الإنجليزية]‏، انتخب عضو مجلس النواب الإسباني  [لغات أخرى]‏ عن دائرة León (Congress of Deputies constituency) [الإنجليزية]‏ خلال فترته النيابية  [لغات أخرى]‏ (17 يونيو 1993 – 27 مارس 1996).
- في الانتخابات العامة الإسبانية 1989 [الإنجليزية]‏، انتخب عضو مجلس النواب الإسباني  [لغات أخرى]‏ عن دائرة León (Congress of Deputies constituency) [الإنجليزية]‏ خلال فترته النيابية  [لغات أخرى]‏ (13 نوفمبر 1989 – 13 أبريل 1993).
- في الانتخابات العمومية الإسبانية 1986 [الإنجليزية]‏، انتخب عضو مجلس النواب الإسباني  [لغات أخرى]‏ عن دائرة León (Congress of Deputies constituency) [الإنجليزية]‏ خلال فترته النيابية  [لغات أخرى]‏ (9 يوليو 1986 – 2 سبتمبر 1989).
- في الانتخابات العمومية الإسبانية 1982 [الإنجليزية]‏، انتخب عضو مجلس النواب الإسباني  [لغات أخرى]‏ عن دائرة León (Congress of Deputies constituency) [الإنجليزية]‏ خلال فترته النيابية  [لغات أخرى]‏ (9 فبراير 1983 – 23 أبريل 1986).
- في الانتخابات العمومية الإسبانية 1979 [الإنجليزية]‏، انتخب عضو مجلس النواب الإسباني  [لغات أخرى]‏ عن دائرة León (Congress of Deputies constituency) [الإنجليزية]‏ خلال فترته النيابية  [لغات أخرى]‏ (13 مارس 1979 – 31 أغسطس 1982).